# Markus Kennedy
Markus Kennedy (Yeadon (Pensilvania), 3 de agosto de 1991) es un baloncestista estadounidense. Con 2,06 metros de estatura, puede jugar en las posiciones de pívot y ala-pívot.

## Trayectoria deportiva
Comenzó su formación universitaria en 2011 jugando con los Wildcats de la Universidad de Villanova, donde promedió 3 puntos y 4.4 rebotes por partido. Decidió ser transferido y tras pasar la campaña 2012-13 en blanco se integró en los Mustangs de la Universidad Metodista del Sur (SMU), donde mejoró considerablemente su aportación y obtuvo varios reconocimientos individuales, llegando a ser elegido Jugador Más Valioso de la Conferencia AAC en 2015 y Mejor Sexto Hombre en 2016, año en el que se graduó con promedios de 9.3 puntos y 6.3 rebotes por partido.  
Tras no ser drafteado en dicho año, firmaría un contrato de una temporada por los Rio Grande Valley Vipers, equipo de la G-League vinculado a los Houston Rockets, con el que promedió 1.3 puntos y 0.8 rebotes en la temporada 2016/17. En el mes de julio de 2017 es convocado por los Detroit Pistons para disputar la Liga de Verano de la NBA, participando en un partido. 
En julio de 2017 fichó por el Pistoia Basket 2000 de la liga italiana. Participa en 8 encuentros acreditando 10.9 puntos y 8.8 rebotes, hasta abandonar el club en diciembre. En febrero de 2018 ficha por el Hyères-Toulon de la primera división francesa, y tras disputar únicamente 5 partidos causa baja, incorporándose en marzo al JDA Dijon, donde finaliza la temporada. 
En la temporada 2018-19, se compromete con el Socar Petkimspor de la Türkiye Basketbol 1 (segunda división turca), registrando medias de 18.6 puntos, 10 rebotes y 2 asistencias por encuentro. 
En la temporada 2019-20, firma por la Cestistica San Severo de la Serie A2 Este, la segunda división del baloncesto italiano. Allí disputa 10 partidos, causando baja en el mes de diciembre cuando promediaba 12.7 puntos y 8.5 rebotes, poco después de sufrir un serio accidente que le ocasionó importantes lesiones en un pie.
En verano de 2022 participa en The Basketball Tournament, un torneo eliminatorio abierto dotado con un premio de un millón de dólares en el que participan jugadores de la NBA retirados y en activo, disputando dos encuentros con el equipo Big 5. 
El 28 de septiembre de 2022 se anunció su fichaje por el Cáceres Patrimonio de la Humanidad de la Liga LEB Oro, la segunda división del baloncesto español, pero tras alegar reiteradamente problemas personales no llegó a incorporarse al equipo.